# 青少年刑事司法法
青少年刑事司法法 (YCJA), 是加拿大的一项法规，于2003年4月1日生效。它包括对青少年刑事犯罪的起诉。该法取代了《少年犯法》，后者本身就是《少年犯法》的替代品。

## 青春的定义
该法规定对犯罪时年满12岁或12岁以上但未满18岁的人适用刑法和教养法（《刑法》第2条）。如该法后面所述，14至17岁的青少年在某些条件下可作为成年人被判刑。《刑法典》第13条规定，“任何人在未满12岁时，不得因其作为或不作为而被定罪